# 紀元前410年
紀元前410年（きげんぜん410ねん）は、ローマ暦の年である。
当時は、「マメルキヌスとウオルススが共和政ローマ執政官に就任した年」として知られていた（もしくは、それほど使われてはいないが、ローマ建国紀元344年）。紀年法として西暦（キリスト紀元）がヨーロッパで広く普及した中世時代初期以降、この年は紀元前410年と表記されるのが一般的となった。

## 他の紀年法
- 干支 : 辛未
- 日本
  - 皇紀251年
  - 孝昭天皇66年
- 中国
  - 周 - 威烈王16年
  - 秦 - 簡公5年
  - 晋 - 烈公6年
  - 楚 - 簡王22年
  - 斉 - 宣公46年
  - 燕 - 簡公5年
  - 趙 - 献侯14年
  - 魏 - 文侯36年
  - 韓 - 武子15年
- 朝鮮
  - 檀紀1924年
- ベトナム :
- 仏滅紀元 : 135年
- ユダヤ暦 : 3351年 - 3352年

## できごと

### ギリシア
- 20隻の艦隊を率いたアテナイの将軍テラメネス (Theramenes) とトラシュブロスは、アルキビアデス率いるアテナイの主力艦隊に協力し、ミンダロス (Mindarus) 率いるスパルタ艦隊と、それを支援していたキュジコス近郊のアケメネス朝ペルシア帝国の地上軍キュジコスの海戦 (Battle of Cyzicus)反乱を鎮圧した。これによってアテナイはボスポラス海峡の支配権を確立し、黒海地方のボスポロス王国からの穀物の補給路を確保した。
- アルキビアデスは、クルソポリス（Χρυσόπολις、Chrysopolis：現在のユスキュダル）にテラメネスが率いる守備隊を置き、黒海方面から来るすべての船に十分の一税を課した。この税収によってアテナイは「五千人の政治」体制から脱し、伝統的な統治制度を全面的に再構築することができた。アテナイでは民主主義が復活した。新たなデマゴーグ（煽動的民衆指導者）として登場したクレオポン (Cleophon) が、スパルタからの講和の申し入れをはねのけた。
- 寡頭制支持派が、コルキュラ（Κόρκυρα、Corcyra：現在のケルキラ島）で起こした反乱は失敗に帰した。

### カルタゴ
- イベリア半島のカルタゴ植民都市が反乱を起こして、カルタゴの支配から離脱し、カルタゴは銀と銅の重要な供給元を失った。（紀元前480年にシケリア（シチリア）への侵攻に失敗した）ハミルカルの孫にあたる、カルタゴの将軍ハンニバル・マゴが、シケリア再征服の準備を始めた。

### キプロス
- エウアゴラスが、長年続いたフェニキア人支配を打倒し、サラミス王家としての地位を確立する。

### 芸術
- アテナイのアクロポリスで、アテーナー・ニーケー神殿のパラペット（手すり壁） (parapet) の装飾（現在は失われている）の一部に、「サンダルを履き直す勝利の女神ニーケー」が作られ始め、後に紀元前407年に完成する。この作品は、現在はアテネのアクロポリス博物館に収められている。
- ヘゲソ (Hegeso) という人物の墓の石碑の制作が始まり、およそ十年後に完成した。現在はアテネ国立考古学博物館に収められている。